# Distretto di Natá
Il distretto di Natá è un distretto di Panama nella provincia di Coclé con 18.465 abitanti al censimento 2010

## Geografia antropica

### Suddivisioni amministrative
Il distretto è suddiviso in sei comuni (corregimientos):
- Natá de los Caballeros
- Capellanía
- El Caño
- Guzmán
- Las Huacas
- Toza